# Gunther Seitz
Gunther Seitz (* 8. März 1936 in Hamburg) ist ein deutscher Pharmazeut und Chemiker und emeritierter Professor für Pharmazeutische Chemie an der Philipps-Universität Marburg.

## Leben
Nach Besuch der Volksschule in Ashausen, Landkreis Harburg, wechselte Seitz 1947 an das Gymnasium für Jungen in Hamburg-Harburg, wo er 1955 das Abitur (humanistischer Zweig) bestand. Seine Apothekerausbildung begann er mit der Praktikantenzeit (1955–1957) in der Alten-Rats-Apotheke in Winsen (Luhe). Anschließend, von 1957 bis 1960, studierte Seitz Pharmazie an der Philipps-Universität Marburg und erhielt nach erfolgreich bestandenem Staatsexamen 1961 die Approbation zum Apotheker. Ab 1960 studierte er zudem Chemie an der Philipps-Universität mit Abschluss 1962 als Diplomchemiker. 1965 folgte die Promotion zum Dr. rer. nat. unter Horst Böhme als Doktorvater. 1968 habilitierte er sich, erhielt die venia legendi für das Fach Pharmazeutische Chemie und lehrte als Privatdozent. 1972 folgte er einem Ruf auf den Lehrstuhl für Chemie an der Tierärztlichen Hochschule in Hannover, wo er zum ordentlichen Professor und Direktor des dortigen Chemischen Instituts ernannt wurde.
1977 erhielt er einen Ruf auf den Lehrstuhl für Pharmazeutische Chemie an der Philipps-Universität Marburg als Nachfolger seines akademischen Lehrers Horst Böhme. Dort war er bis zu seiner Emeritierung 2001 erfolgreich in Lehre und Forschung aktiv; in den Amtsjahren 1979/80 und 1992/93 war er Dekan des Fachbereichs Pharmazie und von 1996 bis 2015 Leiter des Bereichs Pharmazie, Marburg, des Hessischen Landesprüfungs- und Untersuchungsamtes im Gesundheitswesen.

## Hauptforschungsgebiete
In der Forschung befasste er sich mit der Synthese potentieller Arzneistoffe auf dem Gebiet nichtbenzoider Aromaten wie Pseudoazulenen und gekreuzt konjugierten Heterosesquifulvalenen sowie Oxo-, Thioxo- und Pseudooxokohlenstoffen, sowie mit dem Prinzip Inter- und intramolekularer [4+2]-Cycloadditionen mit "inversem" Elektronenbedarf und mit der synthetischen Variation pharmakologisch hochaktiver Naturstoffe wie Colchicin, Cytisin, Epibatidin, Anatoxin und Nicotin.

## Mitgliedschaften
- 1986–1989: Vorsitzender der Fachgruppe "Pharmazeutische Chemie" der Deutschen Pharmazeutischen Gesellschaft.
- 1975–1982; Mitglied der Kommission F des Bundesgesundheitsamtes
- 1987–1999: Mitglied des "Wissenschaftlichen Beirates der Bundesapothekerkammer

## Auszeichnungen
- 1992 Spitzenplatz der Aktion " Prüf den Prof " von 800 Professoren in Deutschland
- 1999 Lesmüller-Medaille der Bundesvereinigung Deutscher Apotheker/Arbeitsgemeinschaft Deutscher Apothekerkammern
- 1999 Carl-Mannich Medaille der Deutschen Pharmazeutischen Gesellschaft